# The Jackson 5
The Jackson 5 (o simplemente J5), desde 1975, The Jacksons, fue una boy band estadounidense integrada anteriormente por cinco hermanos varones afroamericanos, de los cuales el más conocido es el fallecido cantante Michael Jackson. Fue fundado en Gary, Indiana, y bautizado por la casa discográfica Motown. 
El grupo, en actividad desde 1968 hasta mediados del 1975, desarrolló un repertorio basado en los estilos R&B, soul, funk, y posteriormente disco. Considerados «uno de los más grandes fenómenos de la música popular» a principios de la década de 1970, The Jackson 5 destacaron por la notable voz de su principal vocalista Michael Jackson. 
The Jackson 5 se componía de los cinco hijos mayores de Katherine Jackson y Joseph Jackson: Jackie, Tito, Jermaine, Marlon y Michael. Joseph Jackson fundó la banda en 1962 y asumió la tarea de ser su representante, incluyendo a Jackie, Tito, Jermaine y sus jóvenes amigos Reynaud Jones y Milton Hite en la formación inicial, antes de asumir su línea original posterior de banda familiar. Un año después, Michael y Marlon ingresaron a la banda, y Michael asumió la voz principal.
The Jackson 5 fueron una de las bandas más populares de su época y, en su debut discográfico, consiguieron que sus primeros cuatro sencillos ("I Want You Back", "ABC", "The Love You Save", y "I'll Be There"), llegaran al tope de las clasificaciones estadounidenses. Varios sencillos lanzados posteriormente, entre ellos "Mama's Pearl", "Never Can Say Goodbye" y "Dancing Machine", consiguieron llegar al Top 5 de las listas de música popular pop/rock y al número 1 en las listas de R&B/Soul. La mayoría de sus primeros éxitos fueron escritos y producidos por el equipo de compositores especializados de Motown, conocidos como The Corporation. Posteriormente, los éxitos de The Jackson 5 fueron realizados principalmente por Hal Davis.

## Historia

### Los primeros trabajos (1961 - 1967)
Los Jackson eran una familia de la clase trabajadora provenientes de Gary, Indiana. Katherine, miembro de la religión Testigos de Jehová, crio a sus hijos bajo esa creencia, mientras su padre, Joseph, quien comenzó estudiando con los miembros de la misma, prefirió no ingresar a esa fe. Su padre, un empleado de una acerera que a menudo tocaba en un grupo de rhythm & blues llamada The Falcons junto a su hermano Luther, los disciplinó estrictamente. Los hijos Jackson recuerdan haber sido golpeados o azotados muchas veces por Joseph por su mal comportamiento.
Los muchachos fundaron una agrupación previa a su historia musical, con los hermanos mayores Jackie, Tito y Jermaine tomando prestada la guitarra de su padre sin su permiso y tocando inicialmente en la radio. A sus hermanos menores Marlon y Michael les permitían ir a ver sus presentaciones con tal de que no dijeran nada. Joseph finalmente descubrió que los chicos mayores estaban utilizando su guitarra cuando Tito cortó una de sus cuerdas. Si bien se enfureció al principio y castigó a Tito, Joseph se dio cuenta de que los muchachos tenían talento y comenzó a hacer planes para crear un acto musical para ellos.
En 1962, Jackie, Tito, y Jermaine iniciaron sus presentaciones por diferentes sectores de la ciudad de Gary junto a un muchacho de su barrio, Milford Hite, en la batería, y Reynaud Jones, en los teclados, como una agrupación llamada The Jackson Brothers. Joseph las ofició como representante, primero a medio tiempo, y finalmente dejó su trabajo en la acerera para dedicarse de lleno. Jermaine cantaba en primera voz y tocaba el bajo, y Tito tocaba la guitarra.
En 1964, Marlon y Michael ingresaron al grupo. Ya mostrando talento como cantantes y bailarines, casi inmediatamente después del ingreso de Michael y Marlon, quedó claro que el primero sería su principal atracción (Michael pasó a ser la primera voz del grupo en desmedro de Jermaine hacia mediados de 1967). Shirley Cartman, maestro de orquesta de la secundaria de Tito, informó del talento del grupo y sirvió como un mentor inicial del grupo, para entonces ellos ya habían pasado a llamarse a sí mismos The Jackson 5, un nombre dado a ellos por una señora en su barrio.
Durante este período, los muchachos cubrieron en gira una extensa área del estado de Indiana, y después ganando un importante show de talentos locales en 1966 con una interpretación de The Temptations, "My Girl", dirigida por Michael, comenzaron a tocar en conciertos profesionalmente en Chicago, Illinois y cruzando hacia el este de Estados Unidos. Muchos de estos conciertos se realizaron en una serie de clubes de público de raza negra y locales colectivos conocidos como "chitlin' circuit", y los jóvenes muchachos algunas veces tenían que abrir presentaciones para estríperes y otros actos para adultos a pedido, para ganar dinero.

### Primer sello discográfico: Motown (1968 - 1975)
The Jackson 5 tenían problemas en Motown para grabar canciones compuestas por ellos mismos, además de que el dinero que recibían en comparación con las ganancias que se llevaba Motown eran una miseria, así que en 1975 decidieron cambiar de discográfica. Berry Gordy preparó el matrimonio de Jermaine con su hija para que el grupo no se fuera, pero aun así se marcharon, dejándose a Jermaine atrás.

#### Diana Ross Presents the Jackson five
En 1969, tan solo su primer álbum, decidieron usar el nombre de Diana Ross para ver si la gente respondía a esto. Y así fue con su éxito "I Want You Back", que fue número 1.

#### Relaciones y matrimonios
Los Jackson 5 destacaron también por su significativa popularidad con las muchachas adolescentes a principios de la década de 1970. Miles de jovencitas se enamoraron de los hermanos Jackson, especialmente de Jermaine y Michael. El biógrafo de Michael Jackson, John Randall Taraborrelli, dijo una vez que los hermanos mayores tuvieron relaciones sexuales con varias de sus admiradoras junto a su padre Joseph, mientras los jóvenes Michael y Marlon miraban el acto en la misma habitación. El mismo Michael, a pesar de ser el miembro más popular del grupo, habría seguido siendo un tanto tímido durante la mayor parte de su adolescencia. Tito fue el primero de los hermanos Jackson que contrajo matrimonio, casándose con su novia de secundaria Dee Dee en junio de 1972.
Contra los deseos de su padre, Jermaine inició una relación sentimental con Hazel, la hija de Berry Gordy. La relación de Jermaine y Hazel Gordy fue muy publicitada en revistas como Right On!, Ebony y Jet, y se casaron en una ceremonia de gala realizada el 15 de diciembre de 1973 en el Beverly Hills Hotel.

#### Descenso

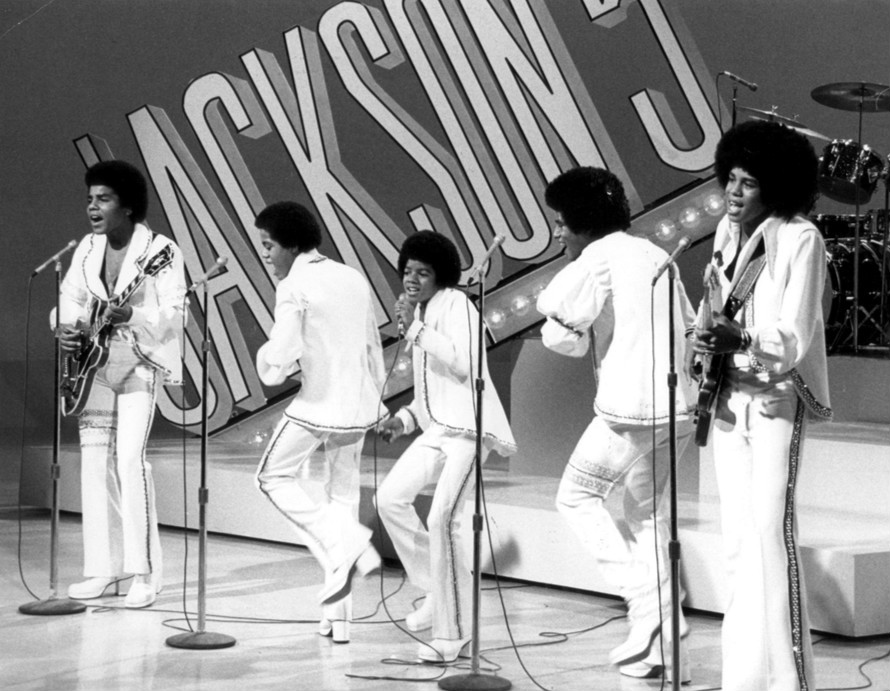
Los Jackson 5 en un especial de televisión de 1972. De izquierda a derecha: Tito, Marlon, Michael, Jackie y Jermaine

Después de 1972, los Jackson 5 lanzaron trabajos que resultaron mucho menos exitosos, pero ellos de todos modos fueron bien considerados por detrás de los éxitos Top 20, sobre todo los escritos y producidos por Hal Davis, incluyendo "Lookin' Through the Windows" (1972) y el estilo Música disco "Dancing Machine" (1974), que popularizó la rutina del baile "estilo Robot". Los álbumes de los Jackson 5 cayeron un poco al incluir éxitos musical y financieramente ya consagrados durante la última parte de su época en Motown, aunque LP tales como Lookin' Through the Windows (1972) y G.I.T.: Get It Together (1973) frecuentemente incluyeron antiguas versiones, como la de su propia canción "Hum Along and Dance", un número popular en sus actuaciones en vivo.
Los críticos, Joseph Jackson y los mismos Jackson 5, llegaron a la conclusión que la principal razón para el declive del éxito del grupo fue la negativa de Motown de actualizar la imagen de la banda, e impedir que asumieran su propio control creativo. Pese a que tocaban sus propios instrumentos en el escenario y habían comenzado a escribir y producir sus propias canciones en el estudio de grabación que tenían en casa, a los Jackson 5 no se les permitió presentar su propio material en público ni tampoco publicarlo. Presintiendo que los Jackson 5 podrían llegar a ser más exitosos sin Motown, los cuales habían ido decayendo en el último tiempo en éxito y popularidad, Joseph comenzó a buscar una nueva casa discográfica para sus hijos.

### El traslado hacia CBS Records y nuevo nombre (1975 - 1985)
En 1975 el grupo cambia de sello discográfico, dejando atrás la Motown. Sin embargo, uno de los hermanos, Jermaine, casado con la hija del dueño de Motown, Berry Gordy, abandona el grupo, siendo sustituido por el hermano más pequeño, Randy. A partir de entonces, el grupo cambia de nombre y comienza a llamarse The Jacksons.
Después del lanzamiento en 1978 del exitoso álbum Destiny, The Jacksons continuaron con un álbum titulado Triumph, el cual vendió 3 millones de copias en los Estados Unidos y 10 millones de copias en todo el mundo.

#### Últimos trabajos

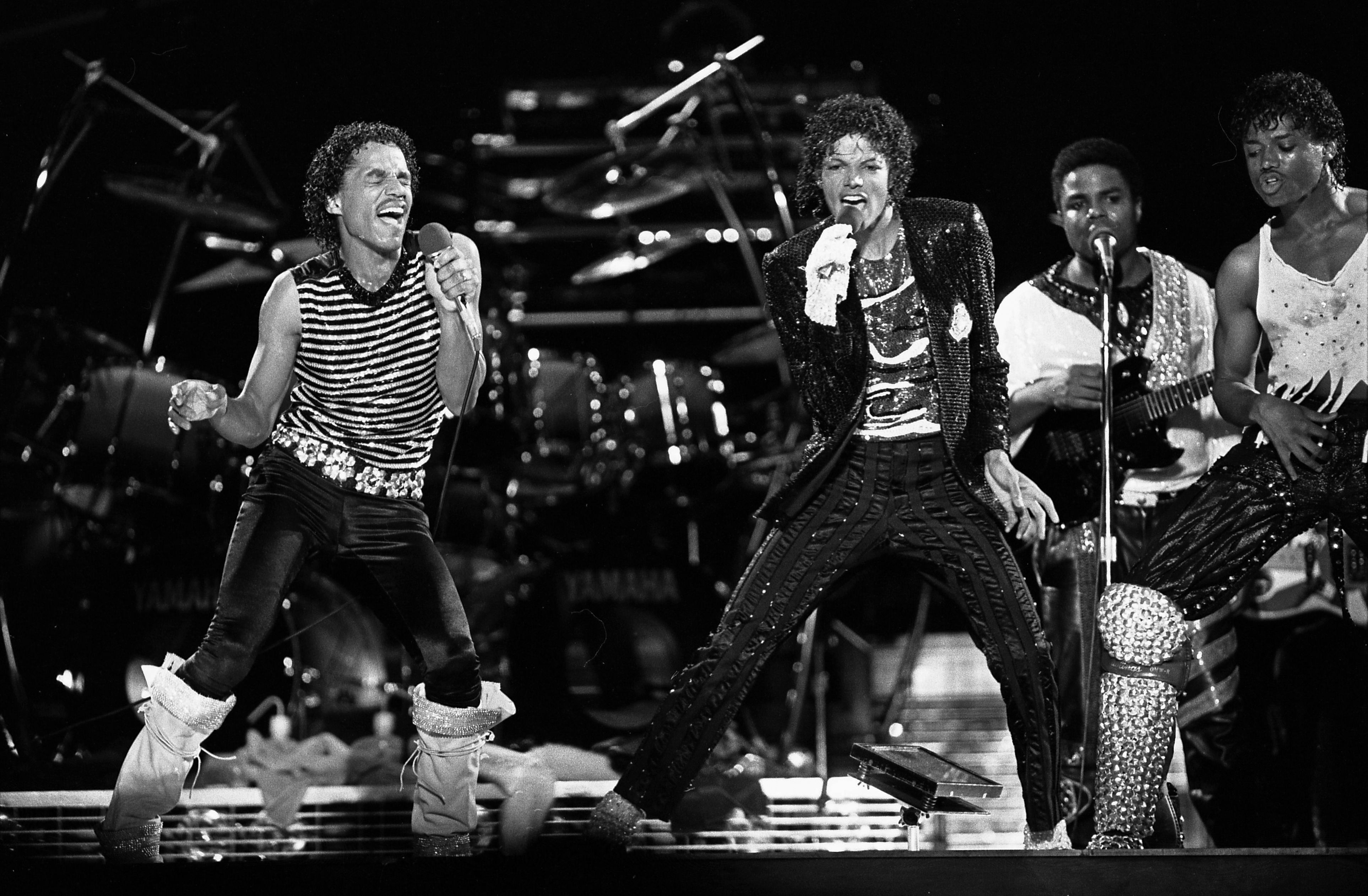
Los Jackson actuando en el escenario del Arrowhead Stadium, Kansas City, durante el Victory Tour.

En 1984, el grupo lanzó Victory Tour, siguiendo posteriormente de una gira. Tito cantó «We can change the world» y tocó muchos de los instrumentos, mientras que sus otras contribuciones al álbum se limitaron a los coros. La posterior gira sería uno de los mayores éxitos de The Jacksons, pero casi inmediatamente después, el cantante Michael Jackson abandonó el grupo, y Marlon también lo dejaría tras finalizar el Victory Tour.
En 1985, Los hermanos Jackson participaron en USA for Africa, en la recaudación de fondos para aliviar la hambruna en África, con el sencillo «We Are The World».
El último álbum de The Jacksons, 2300 Jackson Street fue el más orientado hacia el Nuevo Jack Swing. La canción que le dio título reunió a todos los miembros de la familia Jackson, excepto a Latoya. Tito no contribuyó con la guitarra, sin embargo lo hizo con su voz, incluyendo una narración que precede a la primera canción.

## La era post-Jacksons

### Nuevo disco y regreso a la industria musical
El 30 de enero de 2007, Jermaine Jackson declaró en Inglaterra al programa de televisión This Morning, que los Jacksons se estaban reuniendo para grabar un nuevo álbum, además de una gira por el Reino Unido. él estaba trabajando en la producción de un musical de The Jackson 5, que cubrirá desde los primeros días de la banda hasta la gira Victory Tour. En esa ocasión, no especificó fecha para ninguno de ambos proyectos. Dos meses más tarde, informó que Michael Jackson, estaba en conversaciones para participar con la banda en los conciertos planificados para 2008. En noviembre de 2007 se confirmó el lanzamiento del disco, junto con la gira. 
Nota: Los Jackson ya se habían reunido para el 2001 para el Michael Jackson: Especial 30 Aniversario como solista.

### Reality
Además de la confirmación del nuevo disco y la correspondiente gira, los Jackson sorprendieron a sus seguidores con el anuncio de un nuevo e inesperado producto: En casa con los Jackson. Se trata de un programa de telerrealidad al más puro estilo del que protagonizó la no menos excéntrica familia de Ozzy Osbourne. Los Jackson se dejarán retratar en la intimidad de su nuevo hogar en Inglaterra.
Es Tito, el segundo de los hermanos, quien está ultimando los detalles de la aventura televisiva, que tendrá como base de operaciones una villa en Appledore, una tranquila localidad costera del condado de Devon, en el suroeste de Inglaterra. La mansión cuenta con cinco habitaciones por las que, a partir de la primera semana de mayo, se espera que vayan desfilando algunos miembros del clan: Janet, Jermaine, los patriarcas, Joseph y Katherine, y por supuesto, el rey del pop, Michael Jackson.
Las cámaras seguirán a Tito y sus tres hijos, Taj, Taryll y T.J. (que también cuentan con grupo propio, los 3T) en su mudanza desde California hasta Inglaterra. Jermaine, bajista en la época dorada del grupo, ha asegurado sentirse impaciente: "Es un lugar bellísimo y ya estamos deseando que Tito nos cite en la nueva casa familiar".

## La banda

### Integrantes
- Jackie Jackson (1964-1990), voces y bongos.

El mayor de los hermanos, Jackie era la voz tenor y, antes de su carrera musical, fue jugador de béisbol. En su carrera como solista, editó dos álbumes, y finalmente se casó con Enid Jackson.
- Tito Jackson (1964-1990), voces y guitarra eléctrica.

Miembro original, barítono cantante y guitarrista, Tito disfrutó de una carrera solista como músico de Rythm & Blues. En 2007 tomó parte como jurado en el evento musical británico Just the Two of Us.
- Jermaine Jackson (1964-1975; 1984-1990), voces y bajo.

Cantante y bajista, Jermaine estuvo en la banda hasta que los demás integrantes se cambiaron de Motown a CBS Records. Él siguió con Motown para proseguir una carrera como solista, logrando un importante éxito. En enero de 2007, tomó parte en el reality de televisión británico Celebrity Big Brother.
- Marlon Jackson (1965-1987), voces y bongos.

Ingresó un año después de la fundación de la banda, junto con Michael. Marlon se sintió por momentos incapaz de igualar las capacidades de baile de sus hermanos. Finalmente, se fugó con su amante Carol Parker, y debido a fricciones con sus hermanos, no participó en el último álbum del grupo. Participó en un solo LP. Marlon desde ese entonces se convirtió en un verdadero agente patrimonial y copropietario de Major Broadcasting Corporation. Es el único de los hermanos Jackson que jamás se ha divorciado.
- Michael Jackson (1965-1984), voces, guitarra, piano y percusión.

Durante su participación en The Jackson 5, Michael fue claramente el miembro más popular de la agrupación. Fue el único de sus hermanos que tuvo una carrera solista constante, y estadísticamente se mantuvo hasta el día de su fallecimiento (25 de junio de 2009) como uno de los artistas más exitosos de todos los tiempos. Michael se convirtió en el artista de mayor venta en el mundo de los años 1980, y mantiene hasta hoy el récord de mayor venta de todos los tiempos de un LP, con su álbum Thriller, lanzado en 1982, lo que lo consagró como el indiscutible "rey del pop". Fue desde pequeño un chico prodigio. Michael logró que sus canciones se mantuvieran durante décadas. Según fuentes oficiales Michael nunca dejó oficialmente The Jacksons o Jackson Five. Murió el 25 de junio de 2009.
El Rey del Pop, el más destacado de la familia Jackson, cuenta con diversas películas y documentales entre los que se puede mencionar: This is it, relacionada con la última gira que iba a tener lugar unos meses después de su muerte, y La vida de un icono, un documental que narra toda la vida del artista a partir de entrevistas a sus familiares y amigos.
- Randy Jackson (1975-1990), voces, bongos, congas, teclados, sintetizador y bajo.

Randy extraoficialmente inició su participación con The Jackson 5 en 1972, tocando las congas. Pasó a ser miembro oficial de la banda en 1975, sustituyendo a Jermaine cuando The Jackson 5 se fueron a CBS Records y cambiaron su nombre oficialmente a "The Jacksons". (No debe ser confundido con el músico y productor musical Randy Jackson, quien participa como jurado en la serie de televisión American Idol).

### Colaboradores
- Milford Hite (1964-1967), batería. Baterista inicial del grupo, fue reemplazado durante los primeros años en Indiana.
- Reynaud Jones (1964-1967), primera guitarra. Guitarrista en primera guitarra original del grupo, hasta que Tito se hizo cargo de su puesto.
- Johnny Jackson (1967-1975), batería. Johnny Jackson fue el baterista en el escenario del grupo, hasta el fin del vínculo de la banda con Motown. Falleció en 2006.
- Ronnie Rancifer (1967-1975), teclados. Rancifer fue el teclista en el escenario del grupo desde su incorporación hasta el fin del vínculo de la banda con Motown.

Las tres hermanas de la Familia Jackson, aunque nunca fueron integrantes de la banda, participaron con The Jacksons en la serie de televisión The Jacksons TV Show. También siguieron la carrera musical como solistas:
- Maureen "Rebbie" Jackson, nacida en 1950, fue solista entre 1984 y 1998.
- LaToya Jackson, nacida en 1956, inició su carrera solista en 1980. La versión final de su última producción, Startin' Over fue lanzada en 2007.
- Janet Jackson, nacida en 1966, inició su carrera solista en 1982 y su álbum más reciente es Unbreakable lanzado el 2015. Su carrera como actriz la inició en 1977 y su última película fue Why Did I Get Married? dirigida por Tyler Perry en 2007.

## En televisión
La banda tuvo sus dos serie en televisión llamada The Jackson 5ive (TV series), para los menores de la casa y para los mayores The Jacksons: An American Dream.

## Discografía
| Jackson 5 (Motown) - Diana Ross Presents The Jackson 5 (1969) - ABC (1970) - Third Album (1970) - The Jackson 5 Christmas Album (1970) - Greatest Hits (1971) - Maybe Tomorrow (1971) - Goin' Back To Indiana (1971) - Lookin' Through The Windows (1972) - Skywriter (1973) - Get It Together (1973) - Dancing Machine (1974) - Moving Violation (1975) The Jacksons (CBS) - The Jacksons (1976) - Goin' Places (1977) - Destiny (1978), producido por Bobby Colomby - Triumph (1980) - Live (1981) - Victory (1984) - 2300 Jackson Street (1989) - 1969: "I Want You Back" (#1 US, #1 R&B) - 1970: "ABC" (#1 US, #1 R&B) - 1970: "The Love You Save" (#1 US, #1 R&B) - 1970: "I'll Be There" (#1 US, #1 R&B) - 1971: "Mama's Pearl" (#2 US, #1 R&B) - 1971: "Never Can Say Goodbye" (#2 US, #1 R&B) - 1971: "Sugar Daddy" (#10 US, #3 R&B) - 1972: "Lookin' Through the Windows" (#9 UK) - 1972: "Doctor My Eyes" (#9 UK) - 1974: "Dancing Machine" (#2 US, #1 R&B) - 1976: "Enjoy Yourself" (#6 US) - 1977: "Show You the Way to Go" (#1 UK) - 1978: "Blame It on the Boogie" (#8 UK) - 1979: "Shake Your Body (Down to the Ground)" (#7 US, #4 UK) - 1981: "Can You Feel It" (#6 UK) - 1981: "Walk Right Now" (#7 UK) - 1984: "State of Shock" (#3 US) - 1988: "I Want You Back" (Remix) (#8 UK) |